# Simon Gronowski
Simon Gronowski (ur. 12 października 1931 w Uccle, dzielnicy Brukseli) – belgijski doktor prawa, adwokat i pianista jazzowy pochodzenia polskiego. Prezes Związku Deportowanych Żydów Belgijskich, córek i synów deportacji. Świadek Zagłady młodszego pokolenia, przeżył deportację, uciekając z konwoju nr 20 dnia 19 kwietnia 1943 r., który wiózł go do Auschwitz. Do czasu wyzwolenia Belgii 4 września 1944 r. był ukrywany przez członków belgijskiego ruchu oporu.

## Biografia
Leon Gronowski, ojciec Simona, urodził się w Radziejowie 19 kwietnia 1898. Po zakończeniu I wojny światowej, w której walczył, opuścił już niepodległą Polskę. Po krótkim pobycie w Niemczech, pod koniec 1921 roku udało mu się nocą przekroczyć granicę belgijską. Przez pewien czas był praktykantem w fabryce galanterii skórzanej w Schaerbeek, ale po utracie pracy przeniósł się do kopalni węgla kamiennego w gminie Binche. Ciężkie warunki pracy skłoniły go do rezygnacji po zaledwie 4 miesiącach, po czym wyjechał do Liège, gdzie przez jakiś czas sprzedawał skóry na targowiskach.
W tym czasie Leon korespondował z Chaną (Anną) Kaplan, którą poznał podczas I wojny na Litwie. 12 sierpnia 1923 roku w Gdańsku wzięli ślub kościelny, a ślub cywilny zawarli 17 maja 1924 w Grivegnée, dzielnicy Liège. 24 września 1924 roku urodziła się ich córka Ita.
W 1929 r. rodzina przeniosła się do Etterbeek (dzielnicy Brukseli), gdzie otworzyli sklep z galanterią skórzaną o nazwie Chez Sally. Simon urodził się 12 października 1931. Jeszcze przed wybuchem wojny dołączył do belgijskiego ruchu skautowego (drużyna 145.), gdzie nadano mu przydomek (totem) „Bambi”.

### Podczas II wojny światowej
W maju 1940 armia niemiecka zaatakowała Belgię, która została zajęta w całości już po 18 dniach walk. Już podczas pierwszych dni okupacji Niemcy nakazują Żydom rejestrację w urzędach gmin. W maju 1941 na sklepie rodziny Gronowskich pojawił się szyld: Firma Żydowska. Całe wyposażenie sklepu i domu, nawet meble, zostało skonfiskowane. W czerwcu 1942 na Żydów zostaje nałożony obowiązek noszenia żółtej gwiazdy Dawida na ubraniach. Rodzina postanawia się ukryć i znajduje schronienie w Woluwé u rodziny Poilvache. Siedem miesięcy później zostali zadenuncjowani i aresztowani przez Gestapo 17 marca 1943 r. Podczas aresztowania Léona Gronowskiego nie było w domu - przebywał w szpitalu. Chanie udało się przekonać Niemców, że była wdową, dzięki czemu nie rozpoczęli oni poszukiwań Leona. 
Chana, Ita i Simon zostali przewiezieni do siedziby Gestapo przy Avenue Louise, gdzie spędzili noc. Następnie przeniesiono ich do SS-Sammellager w Mechelen(znanego przed wojną jako Caserne Dossin, koszary im. Generała Dossina). Tamże Simon otrzymuje numer rejestracyjny, który musi nosić na szyi: XX-1234, co oznacza, że będzie 1234. Żydem na liście dwudziestego konwoju do Auschwitz. Jego matka zostaje deportowana tym samym konwojem. Ita z kolei otrzymuje numer B-274 i jest częścią innego konwoju: XXIIB.
19 kwietnia 1943 r. Simon i jego matka zostają deportowani. Pociąg opuszcza Mechelen i wyrusza do Auschwitz. Dziesięć kilometrów dalej, w Boortmeerbeek, trzech bojowników ruchu oporu, Youra Livchitz, Robert Maistriau i Jean Franklemon, zatrzymało pociąg, aby uwolnić jak najwięcej deportowanych .
Kiedy matka Simona budzi go, drzwi wagonu były już otwarte, choć pociąg jeszcze się nie zatrzymał. Robert Maistriau kazał pasażerom wagonu wysiąść i uciekać. Chana również mówi swojemu synowi, żeby uciekał. Simon wyskoczył z pociągu i ruszył biegiem do pobliskiego lasu, gdy wokół pociągu wciąż trwała strzelanina partyzantów z eskortą konwoju. Simonowi udało się uciec do pobliskiej wsi. Przypadkiem trafia na miejscowego strażnika gminnego (garde-champêtre), który z kolei zabiera go do żandarma Jeana Aertsa. Ten ostatni i jego żona, nie wiedząc nic o jego sytuacji jako żydowskiego uciekiniera, mimo to postanawiają mu pomóc i zabrać go do Brukseli, gdzie Simon odnajduje swojego ojca. Wspierani przez belgijski podziemny Komitet Obrony Żydów, ukrywają się u osobnych rodzin i widzą się tylko trzy razy w ciągu 17 miesięcy. Utrzymują jednak kontakt listownie, korespondując również z Itą, wciąż przetrzymywaną w Koszarach Dossina w Mechelen. 19 września 1943 r. Ita wsiada do konwoju XXIIB („B”, ponieważ znajdują się w nim „belgijscy” Żydzi), który zabiera ją do Auschwitz. 4 września 1944 r. większość Belgii została już wyzwolona, a Simon i jego ojciec wychodzą z ukrycia i odnajdują się nawzajem. 
Przez jakiś czas oczekują na powrót Chany i Ity, jednak na próżno: obie zostały zamordowane w komorach gazowych zaraz po przybyciu do Auschwitz. Léon umiera ze smutku 9 lipca 1945.

### Po wojnie
Leon Gronowski poprosił swojego szwagra, aby zaopiekował się Simonem, gdyby coś mu się stało. Po śmierci ojca Simon został zapisany do szkoły z internatem, Athénée Royal de Tournai. W 1946 roku został przyjęty do domu przez rodzinę Brycmanów, przyjaciół Léona i Chany. Szymon mieszkał tam do 1948 roku. W wieku szesnastu lat uzyskał pozwolenie na zamieszkanie na strychu ich domu w Etterbeek. Naukę w klasie łacińsko-greckiej przerwał, aby przystąpić do egzaminów Jury central (komisji, która przeprowadzała egzaminy pozwalające na uzyskanie dyplomu ukończenia szkoły średniej dla uczniów, którzy z powodu wojny nie mogli jej ukończyć w normalny sposób), które zdał.
Podobnie jak wielu innych deportowanych i bojowników ruchu oporu, po doświadczeniu barbarzyństwa Holokaustu, postanowił studiować prawo. W 1949 rozpoczął studia na Wydziale Prawa Université Libre de Bruxelles, gdzie w 1954 uzyskał stopień doktora. Wtedy to podjął pracę jako adwokat w brukselskiej palestrze.
W 1963 roku ożenił się z Marie-Claire Huybrechs z belgijskiej rodziny katolickiej. Mają dwoje dzieci i wielu wnuków. Podobnie jak wielu innych ocalałych z Holokaustu, Simon długo nie dzielił się z nikim swoimi przeżyciami, jednak historyk Maxime Steinberg i prawnik Foulek Ringelheim przekonali go, aby pozwolił im napisać książkę o jego historii. Od tamtej pory Simon Gronowski nigdy nie odmawia opowiadania o Zagładzie, zwłaszcza najmłodszym, w szkołach podstawowych. Kilkukrotnie towarzyszy młodym ludziom udającym się do Auschwitz, realizując w ten sposób - jak sam twierdzi - swój "obowiązek ostrzegania młodzieży przed pogardą, nienawiścią i wykluczeniem". 

#### Jazzowy samouk
Simon Gronowski jest również muzycznym samoukiem. W wywiadzie dla magazynu France Musique powiedział: 
"Jazz był dla mnie po wojnie bardzo ważnym czynnikiem równowagi i integracji, kiedy zostałem sam".
W grudniu 2013 r. w innym wywiadzie wspomniał, że jednym z jego marzeń byłoby grać jazz z Woodym Allenem. Kilka tygodni później otrzymał zaproszenie od reżysera na jam session, które odbyło się w Carlyle Hotel w Nowym Jorku 14 marca 2014 r. Później opisał to wydarzenie jako "jeden z najpiękniejszych dni mojego życia" i "coś w rodzaju cudu".
Podczas kwarantanny z powodu COVID-19 w 2020 roku, Szymon Gronowski przy otwartym oknie improwizował jazzowe solówki na fortepianie. W tym samym roku, po tym jak opowiedział dziennikarzowi New York Timesa o swoim podziwie dla amerykańskiej grupy Tuba Skinny, zespół ten zaprosił go do wspólnej gry za pośrednictwem platformy Zoom.

## Dzieła
- Simon Gronowski, l'Enfant du XXe convoi, wyd. Luc Pire, 2002, 192 s.
- Simon Gronowski, Koen Tinel, David Van Reybrouck. Ni victime, ni coupable. Enfin libérés. Wyd. Renaissance du Livre, 2013
- Simon Gronowski, Cécile Bertrand, Peigny; Simon, le petit évadé: l'enfant du 20e convoi[7]. Wyd. Renaissance du Livre, 2005

## Odwołania w kulturze
Opera Push Howarda Moody'ego, której premiera odbyła się w 2016 roku, przedstawia historię życia Simona Gronowskiego. Po raz pierwszy wystawiono ją w Théâtre de la Monnaie w Brukseli w 2019 roku.